# Schwedagonpagode

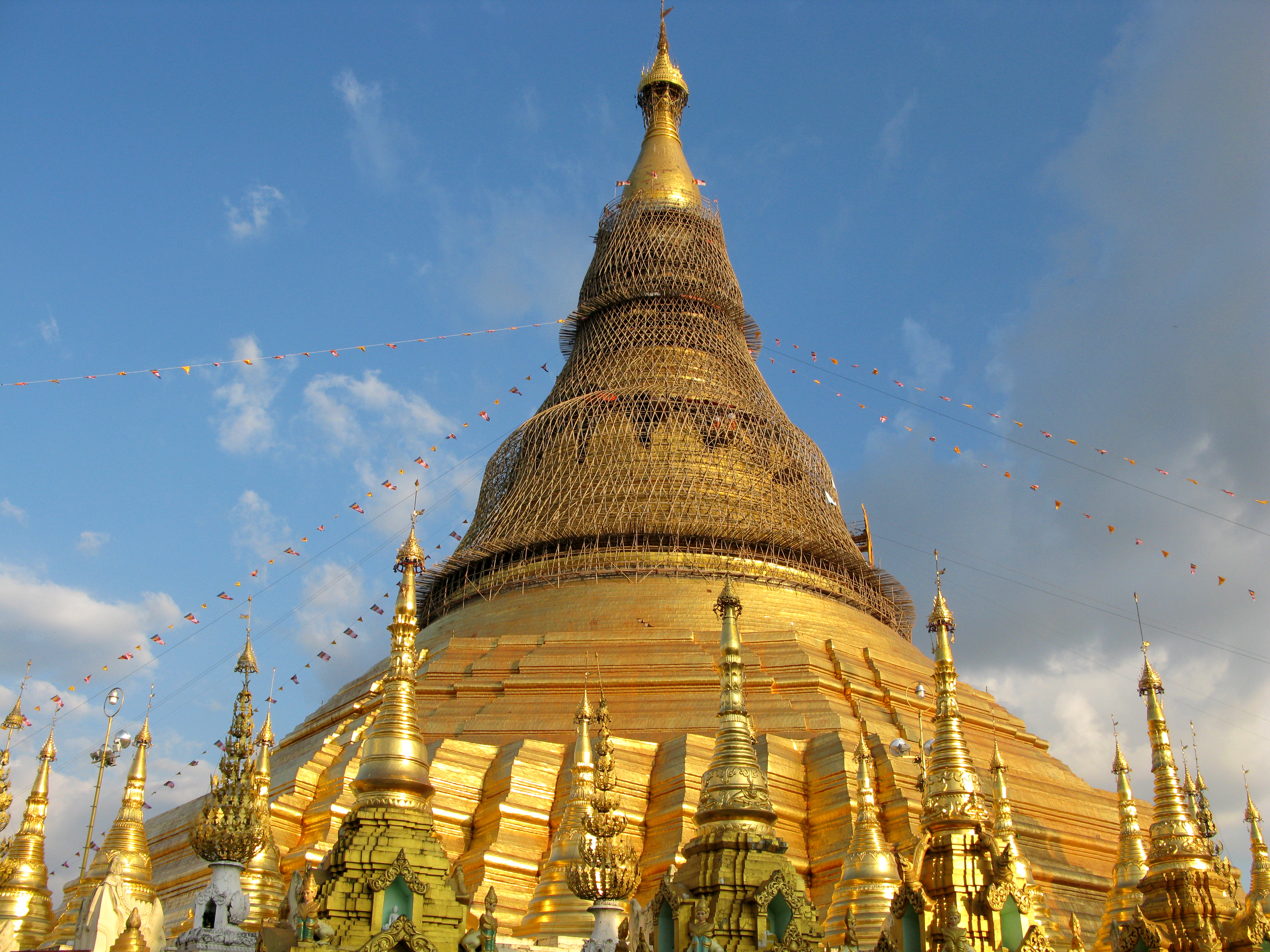
Exterieur van de Schwedagonpagode, Rangoon

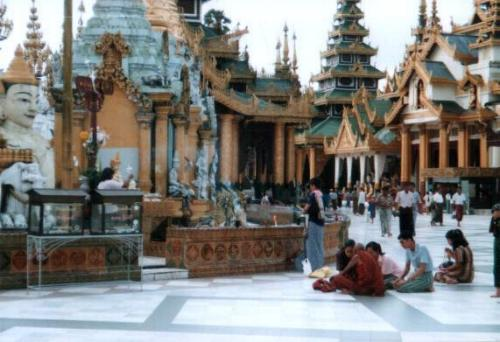
Een binnenplaats van het pagodecomplex

De Schwedagonpagode is de grootste tempel van Myanmar. Deze kegelvormige, 98 meter hoge, met 50.000 kilo bladgoud en vele duizenden kostbare edelstenen bedekte pagode bevindt zich op de heuvel Singuttara in een buitenwijk van Yangon. Ze is een van de belangrijkste boeddhistische bedevaartsoorden ter wereld. Volgens de overlevering worden in de pagode acht haren bewaard van de laatste Boeddha, tezamen met relikwieën van drie voorgaande Boeddha's.
Met de bouw van de pagode werd begonnen in de 5e eeuw v.Chr. Sindsdien is het bouwwerk door aardbevingen vaak zwaar beschadigd, maar telkens weer herbouwd - een volgende versie door talrijke goud- en juwelengiften telkens groter en prachtiger dan de voorgaande.
Rond de pagode is een paviljoen met tientallen kleinere pagodes, tempels en beelden ontstaan. Ook de kleinere pagodes werden steeds mooier als ze na een aardbeving moesten worden herbouwd.
In een van de tempels bevindt zich een 15 ton zware klok. In 1824 wilden de Engelsen deze klok overbrengen naar Engeland, maar zij viel van boord in de rivier. Met bootjes en bamboestokken wisten de Birmanen haar weer uit het water halen.